# Alur Kejrun
Alur Kejrun is een bestuurslaag in het regentschap Aceh Selatan van de provincie Atjeh, Indonesië. Alur Kejrun telt 218 inwoners (volkstelling 2010).